# East Greenwich
East Greenwich é uma vila localizada no estado americano de Rhode Island, no condado de Kent. Foi fundada em 1677.

## Geografia
De acordo com o United States Census Bureau, a cidade tem uma área de 43,1 km², onde 42,4 km² estão cobertos por terra e 0,6 km² por água.

## Demografia
Segundo o censo nacional de 2010, a sua população é de 13 146 habitantes e sua densidade populacional é de 309,68 hab/km². Possui 5 403 residências, que resulta em uma densidade de 127,28 residências/km².